# Sint-Ambrosiuskerk (Maagdenburg)
De Sint-Ambrosiuskerk (Duits: Sankt-Ambrosius-Kirche) is een evangelische kerk in de Duitse stad Maagdenburg. De kerk is gelegen in het stadsdeel Sudenburg en gewijd aan de heilige Ambrosius.
De drieschepige kruiskerk met twee torens werd in de 19e eeuw in de stijl van de neogotiek gebouwd. Eerder stonden op andere plekken in Sudenburg echter nog vijf voorgangers met dezelfde naam. Het rooms-katholieke patrocinium van de heilige Ambrosius werd door de evangelische kerk overgenomen.

## Geschiedenis
Tijdens de Franse bezetting werden op bevel van Napoleon in 1812 de Maagdenburgse voorsteden Sudenburg en Neustadt om strategische redenen afgebroken. Ook de oude (vierde) Ambrosiuskerk werd gesloopt. Amper een jaar later werd weer begonnen met de wederopbouw van Sudenburg, echter iets meer ten zuiden van het oude Sudenburg. Na de aftocht van de Franse troepen werd in opdracht van koning Frederik Willem III van Pruisen een nieuwe kerk in Sudenburg gebouwd. Dit gebouw moest echter in 1875 door ernstige aantasting van zwammen worden afgebroken. Daarop volgde nieuwbouw, hetgeen vooral te danken was aan de aan de Ambrosiuskerk verbonden predikant Johannes Karl Friedrich Hesekiel.
De eerste steen van de kerk werd op 11 juni 1875 gelegd. Op 17 december 1876 werd de ruwe bouw van het 225.000 Mark kostende gebouw met de plaatsing van de torenkruisen afgesloten. De wijding van de kerk vond op 13 december 1877 plaats.
Het interieur van de kerk werd voornamelijk door de burgers van Sudenburg bekostigd. Het doopbekken werd bijvoorbeeld door een inzamelingsactie van schoolkinderen gefinancierd. De bronzen kerkklokken werden uit buitgemaakte Franse kanonnen gegoten. Deze klokken werden echter in 1917 ten behoeve van de oorlogsvoering uit de kerk gehaald. De bronzen klokken werden in oktober 1924 vervangen door drie klokken van gietstaal.
Anders dan de kerken van de binnenstad van Maagdenburg overleefde de Sint-Ambrosiuskerk de Tweede Wereldoorlog zonder enige schade. Desondanks werd de kerk in de jaren 50 gerenoveerd. Er werd een nieuw altaar aangeschaft, de kansel werd verplaatst en op 14 juni 1959 werd een nieuw orgel ingewijd. Na de Duitse hereniging werd het klokgestoelte gerenoveerd en na 10 jaar zwijgen weer in gebruik genomen. In 1995 kreeg de kerk een nieuw dak.